# هیولای فرانکنشتاین
هیولای فرانکنشتاین، یک شخصیت تخیلی است که برای اولین بار در سال ۱۸۱۸، در رمان فرانکنشتاین مری شلی ظاهر شد. این موجود همچنین به عنوان مخلوق فرانکنشتاین، آدم، گرگ یا پرومته مدرن نیز نامیده می‌شود.
در داستان مری شلی، ویکتور فرانکنشتاین موجود را در آزمایشگاه خود از طریق روشی متشکل از شیمی و کیمیاگری می‌سازد. شلی در این رمان، هیولا را دارای ۸ فوت (۲٫۴ متر) قد، زشت، اما حساس و عاطفی به تصویر می‌کشد. این هیولا تلاش می‌کند تا در جامعه بشری جای بگیرد اما در جای‌گیری بین انسان‌ها شکست می‌خورد و پس از طرد شدن، به دنبال انتقام از فرانکنشتاین می‌رود.
نام هیولای فرانکنشتاین در فرهنگ عامه وارد شده و در اشکال مختلف رسانه‌ای از جمله فیلم‌ها، سریال‌های تلویزیونی و بازی‌های ویدئویی نیز به نمایش درآمد.
معروف‌ترین نسخۀ او، ایفای نفش هیولا توسط بوریس کارلوف در فیلم فرانکنشتاین سال ۱۹۳۱ است.

## نامها

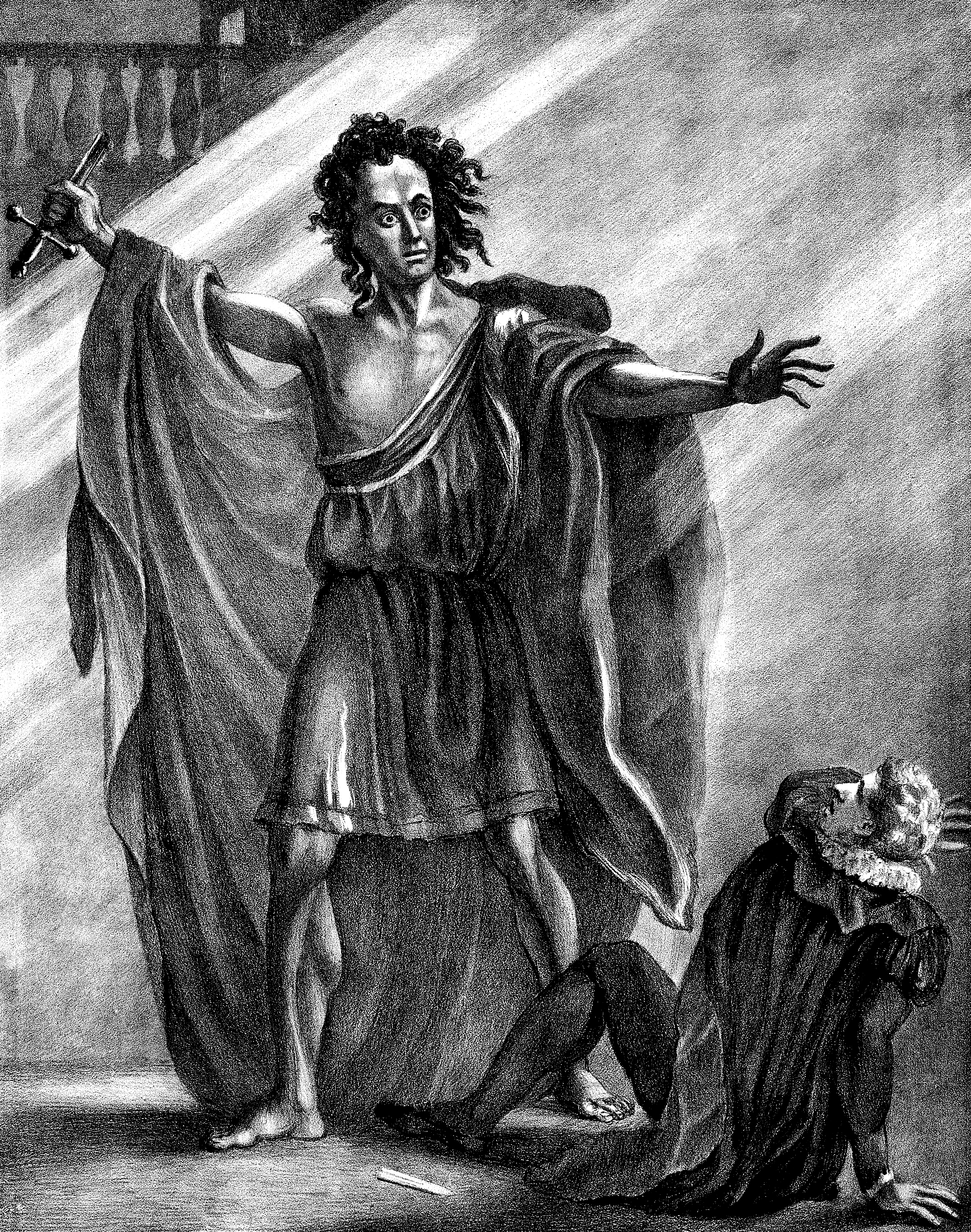
تی. پی کوک به عنوان هیولا در تئاتر ۱۸۲۳ از رمان شلی

مری شلی، در رمان اصلی نام هیولا به او نسبت نمی‌دهد ولی هنگام صحبت با، ویکتور فرانکنشتاین، هیولا به او می‌گوید «من باید آدم تو باشم». (مانند حضرت آدم در کتاب مقدس) فرانکنشتاین از مخلوق خود به عنوان «مخلوق»، «شیطان»، «شبح»، «دیو»، «خشن»، «شیطان»، «چیز» و «زاغ» یاد می‌کند.
گرچه معمولاً با نام «فرانکنشتاین» یا «هیولا» به این موجود اشاره می‌شود اما هیچ‌کدام از این اسامی در کتاب گفته نشده‌اند.
موجود بینام داستان شلی، پس از دهه‌ها از اولین حضور این رمان، به بخش اصلی تئاترهای لندن و پاریس تبدیل شد. در سال ۱۸۲۳، مری شلی در اجرای تئاتر اولین اقتباس موفقیت‌آمیز رمان خود شرکت کرد و برای دوستش لی هانت نوشت: «داستان نمایشنامه من را بسیار مبهوت کرد، این حالت بی‌نام برای نامگذاری نام موجود ناشناخته بسیار خوب است.»
پس از یک دهه از انتشار رمان، از نام فرانکنشتاین برای اشاره به آن موجود استفاده می‌شد. این داستان برای اجرای تئاتر در سال ۱۹۲۷ با اقتباسی نوشتۀ پگی وبلینگ اجرا شد و در این داستان ویکتور فرانکنشتاین وبلینگ، موجودی به نام خود او دارد. با این حال، این موجود در فیلم‌های یونیورسال استودیوز در دهه ۱۹۳۰ هیچ نامی ندارد.
فیلم فرانکنشتاین ۱۹۳۱ با هویت موجود، به روشی مشابه رمان شلی رفتار کرد: و این شخصیت صرفاً به عنوان «هیولا» یاد می‌شود.
با این وجود، این موجود در تصورات مردمی به عنوان «فرانکنشتاین» شناخته شده‌است و برخی از مفسران، حس هیولاگونهٔ «فرانکنشتاین» را اثبات شده و خطا نمی‌دانند.
پرومته مدرن تا حدودی متفاوت است. به عنوان مثال، در فرانکنشتاین دین کونتز که برای اولین بار در سال ۲۰۰۴ منتشر شد، این موجود از روی شخصیت اسطوره یونانی، که فرزند تایتان پرومته است، «دئوکالیون» نامگذاری شده‌است و اشاره‌ای به عنوان اصلی این رمان دارد.
نمونه دیگر قسمت دوم شوتایم داستان عامه پسند که برای اولین بار در سال ۲۰۱۴ پخش شد؛ در این مجموعه ویکتور فرانکنشتاین قبل از تصمیم‌گیری به جای اینکه به هیولا اجازه انتخاب نامی برای خودش بدهد، به‌طور خلاصه او را «آدم» می‌داند. هیولا با دیدن کتابهایی از آثار ویلیام شکسپیر، عنوان «پرومته» را از دو نجیب‌زاده ورونایی انتخاب می‌کند. بعداً فاش می‌شود که پرومته در واقع دومین هیولای ساخته شده توسط فرانکنشتاین است.

## طرح شلی

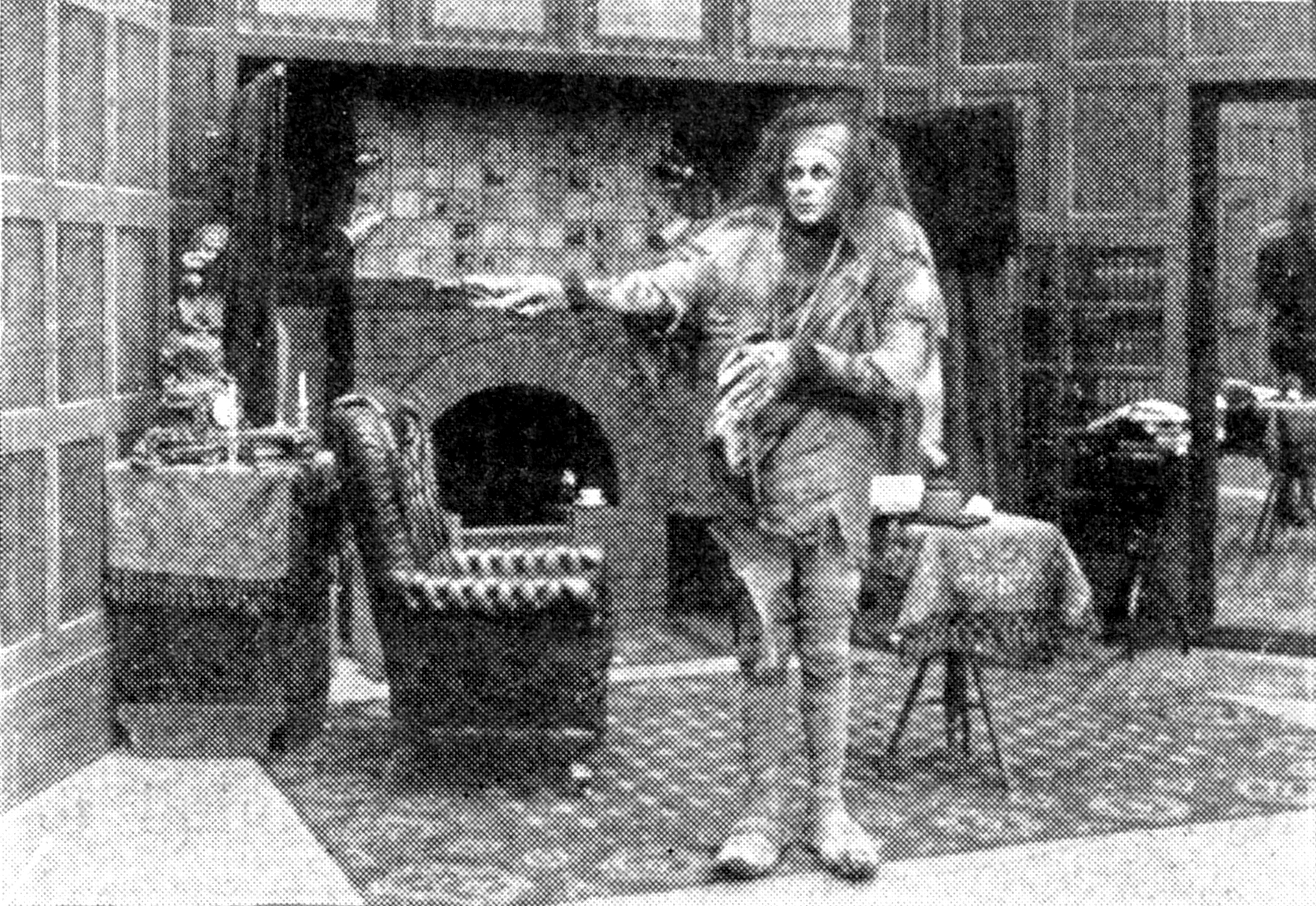
چارلز استنتون اوگل در فیلم فرانکنشتاین۱۹۱۰

طبق داستان مری شلی، ویکتور فرانکنشتاین در اتاق زیرزمین خود با استفاده از روش علمی توصیفی مبهم و متشکل از علم شیمی (از زمان دانشجویی اش در دانشگاه اینگلستاد) و کیمیاگری (براساس نوشته‌های پاراسلسوس، آلبرتوس مگنوس و کرنلیوس آگریپا) موجودی را خلق می‌کند. اما پس از جان بخشیدن به او، از خلقت خود متنفر می‌شود و با وحشت از آن فرار می‌کند. هیولا که وحشت زده و از هویت خود بی‌خبر است، در بیابان سرگردان می‌شود.
او در کنار یک کلبه و با خانواده‌ای از دهقانان ساکن می‌شود و آرامش مختصری پیدا می‌کند. او با استراق سمع، با زندگی آنها آشنا می‌شود و یادمی‌گیرد که صحبت کند، به این ترتیب او دانا، تحصیل کرده و خوش‌اخلاق می‌شود.. اما هنگامی که بقیه اعضای خانواده دهقان برمی گردند، از هیولا وحشت کرده و او را رها می‌کنند. موجود سردرگم، یک دختر دهقان را از رودخانه نجات می‌دهد اما توسط مردی که ادعای مالکیت آن دختر را می‌کند، به شانه اش شلیک می‌شود. این موجود به محل آزمایشگاه فرانکنشتاین برمیگردد و دفترچه فرانکنشتاین را در جیب ژاکتی می‌یابد و از خالق خود انتقام می‌گیرد و برادر کوچکتر ویکتور، ویلیام را به قتل می‌رساند. هنگامی که فرانکنشتاین به کوهستان فرار می‌کند، هیولا به او نزدیک می‌شود و از خالق خود می‌خواهد تا برای او یک همسر زن بسازد. در عوض، او قول می‌دهد که با همسر خود ناپدید شود و هرگز برای بشر مشکل نکند و تهدید می‌کند که اگر او با ساخت همسر برای او موافقت نکند، همه چیزهایی را که فرانکنشتاین دوست دارد را نابود خواهد کرد.
فرانکنشتاین موافقت می‌کند و یک موجود زن را می‌سازد، اما با ترس از ایجاد یک جنگ هیولاها، آن موجود را از بین می‌برد. هیولا نیز خشمگین شده و بهترین دوست فرانکنشتاین، هنری کلروال و بعداً عروس فرانکنشتاین الیزابت لاونزا را به قتل می‌رساند، بعد از مدتی پدر ویکتور فرانکنشتاین، از شدت غم و اندوه می‌میرد. فرانکنشتاین که اکنون چیزی برای زندگی جز انتقام ندارد، خود را وقف از بین بردن مخلوق خود می‌کند.
فرانکنشتاین، در جستجوی برای هیولا در قطب شمال، در آب سقوط می‌کند و به سینه پهلوی شدیدی دچار می‌شود. یک کشتی فرانکنشتاین در حال مرگ را پیدا می‌کند و او داستان را برای کاپیتان بازگو می‌کند. بعداً، هیولا سوار آن کشتی می‌شود اما وقتی فرانکنشتاین را مرده پیدا می‌کند، قول می‌دهد که او را در «شمالی‌ترین لبۀ کره زمین» بسوزاند. سپس می‌رود و هرگز دیگر دیده نمی‌شود.

## ظاهر

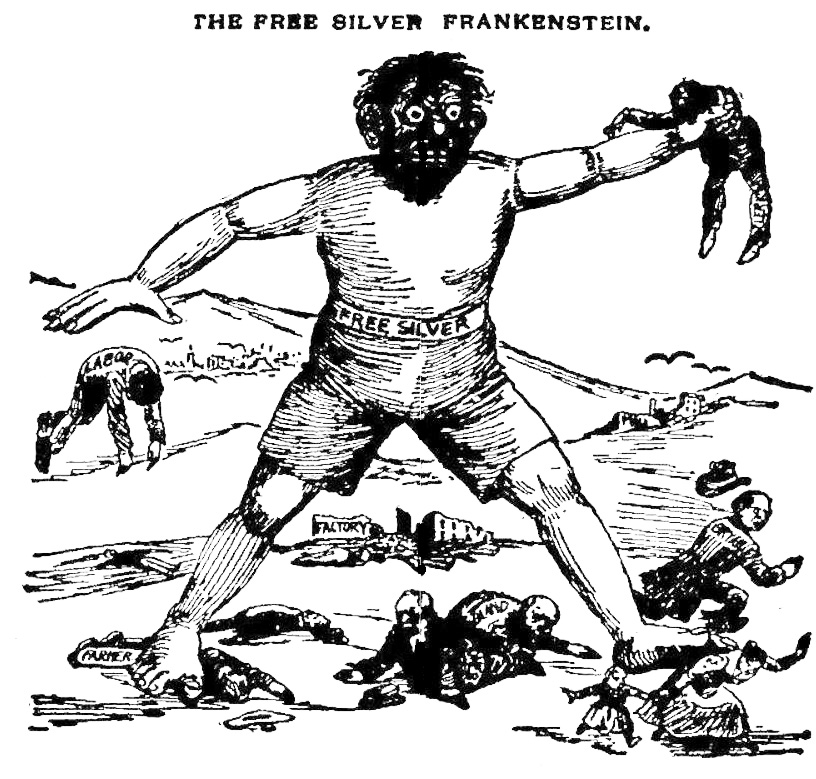
هیولای فرانکنشتاین در یک کارتون سرمقاله، ۱۸۹۶

ظاهر اولیه این موجود در سال ۱۸۳۱ روی صحنه تئاتر، لباس طوسی، به همراه پوست هیولاوار، آبی کم رنگ و سایه دار بود در طول قرن ۱۹، تصویر هیولا مطابق این طرح ثابت ماند.

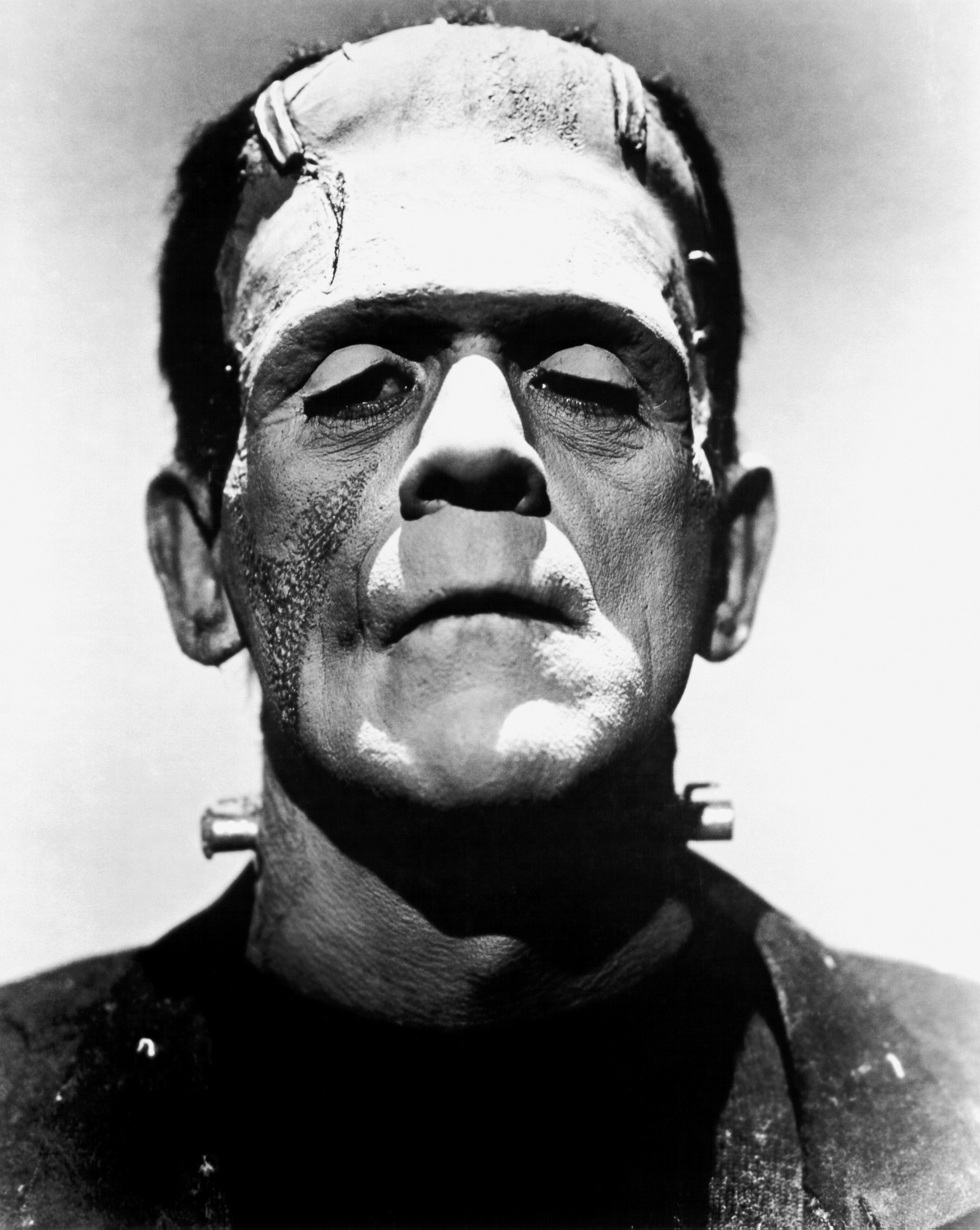
بوریس کارلوف به عنوان نسخه کلاسیک هیولا در فیلم دهه ۱۹۳۰

مشهورترین تصویر از هیولای فرانکنشتاین در فرهنگ عامه از تصویرگری بوریس کارلوف در فیلم فرانکنشتاین در سال ۱۹۳۱ است. کارلوف در دو فیلم جهانی دیگر، عروس فرانکنشتاین و پسر فرانکنشتاین، نقش هیولا را بازی کرد.
لان چینی جونیور این نقش را در فیلم روح فرانکنشتاین بر عهده گرفت. بلا لاگوسی در فیلم فرانکنشتاین با مرد گرگی دیدار می‌کند و گلن استرنج در سه فیلم آخر یونیورسال استودیوز (خانه فرانکنشتاین ، خانه دراکولا و ابوت و کاستلو با فرانکنشتاین دیدار می‌کنند) در نقش هیولا بازی کرد اما گریم آنها همانند آرایشی است که برای اولین بار توسط کارلوف به تصویر کشیده شده‌است. تا به امروز، تصویر صورت کارلوف نماد شرکت دخترش، کارلوف اینترپرایز است.
در تصویر کارلوف، موجود تقریباً همیشه با یک چهره برجسته و غیرمترقبه، با یک سر زاویه دار صاف و چند پیچ و مهره بر روی گردنش ظاهر می‌شود. او کت و شلوار تیره و معمولاً پارچه‌ای دارد که دارای آستین‌های کوتاه و ضخیم و سنگین است و باعث می‌شود او به سختی راه برود (بر خلاف رمان، که در آن او بسیار انعطاف‌پذیر تر از انسان توصیف می‌شود)
جنس پوست وی متفاوت است و با سایه‌های سبز یا خاکستری به تصویر کشیده می‌شود و بدن او در قسمت‌های خاصی مانند گردن و مفاصل دوخته شده‌است. این تصویر در خلق شخصیت‌های داستانی دیگر مانند هالک تأثیر گذاشته‌است.
در مینی‌سریال تلویزیونی فرانکنشتاین: یک داستان واقعی، رویکرد متفاوتی صورت گرفت و مایکل سارازین به عنوان یک مرد خوش تیپ خوش تیپ ظاهر می‌شود که بعداً به دلیل نقص در روند خلقت، به یک هیولای گروتسک تبدیل می‌شود.
در فیلم ۱۹۹۴ فرانکنشتاین مری شلی، این موجود توسط رابرت دنیرو با تصویری نزدیکتر به منبع اصلی بازی می‌شود، به جز این که در این نسخه موجود موهای خاکستری و جسمی پوشیده از بخیه‌های خونین دارد. او، مانند رمان، از درد و تنهایی انگیزه دارد. در این نسخه، فرانکنشتاین مغز مربی خود، دکتر والدمن را به هیولا می‌دهد و هیولا «خاطرات کم رنگ» والدمن را حفظ می‌کند و به او کمک می‌کند تا به سرعت یادگیری صحبت و خواندن را بیاموزد.
در فیلم ۲۰۰۴ ون هلسینگ، هیولا در یک نسخۀ مدرن از طراحی کارلوف نشان داده شده‌است. او قد بلند، دارای سر طاس مربع، زخم‌های وحشتناک و پوست سبز کم رنگ است. همچنین دارای پیستون‌های هیدرولیکی در پاهای خود است. اگرچه این نسخه از موجود، به اندازۀ رمان در صحبت کردن توانا نیست، اما هوشمند و نسبتاً غیر خشونت‌آمیز است.
در سریال تلویزیونی داستان عامه پسند ۲۰۱۴ این نسخه از موجود مانند رمان، دارای موهای تیره است، اگرچه او با داشتن پوست خاکستری کم رنگ و جای زخم‌های آشکار در امتداد سمت راست صورت خود، از توضیحات وی خارج می‌شود. در این سریال، هیولا نام خود را از روی شخصیت نمایشنامه طوفان اثر ویلیام شکسپیر، کالیبن می‌نامد. در این سریال، ویکتور فرانکنشتاین مخلوق دوم و سوم را ایجاد می‌کند که هر یک از انسانهای عادی قابل تشخیص نیست.

## شخصیت

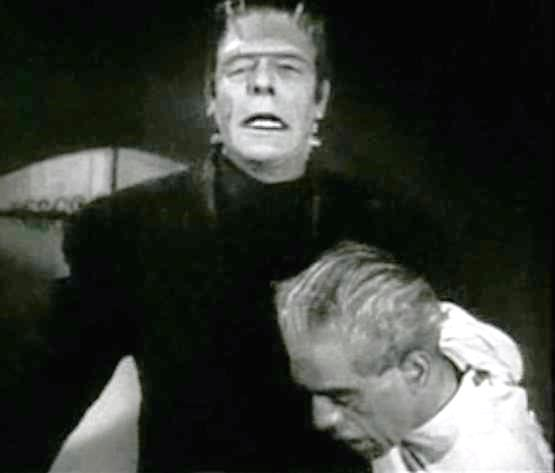
گلن استرنج به عنوان هیولای فرانکنشتاین با بوریس کارلوف، در فیلم خانه فرانکنشتاین

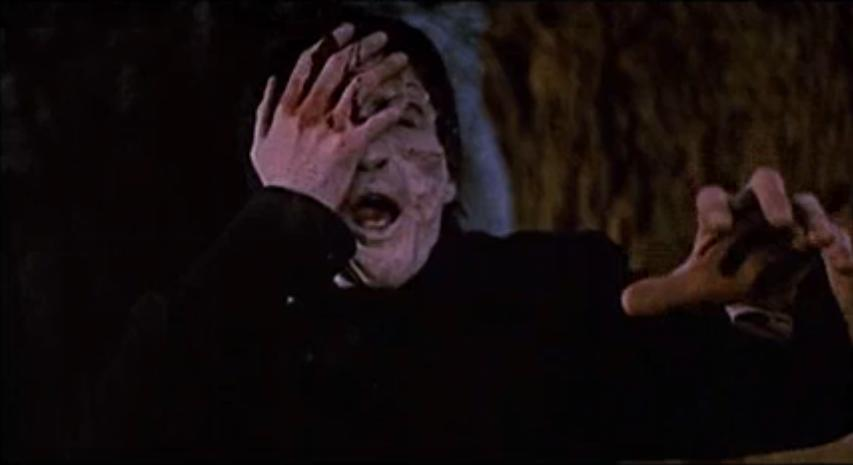
کریستوفر لی به عنوان هیولا در فیلم نفرین فرانکنشتاین (۱۹۵۷)

طبق رمان مری شلی، هیولا موجودی حساس و عاطفی است که تنها هدفش زندگی مشترک با شخص دیگری مانند خودش است. نسخه‌های رمان و فیلم، او را مانند بهشت گمشده، زندگی پلوتارچ و رنج‌های ورتر جوان به تصویر کشیدند.
این هیولا از ابتدای خلقتش توسط انسان‌ها طرد می‌شود و از لحظه «تولد» خود می‌فهمد که حتی خالقش نیز نمی‌تواند در برابر او ایستادگی کند. بزرگترین آرزوی او یافتن عشق و پذیرفته شدن در جامعه است. اما وقتی که این خواسته اجرا نمی‌شود، تصمیم به انتقام از خالق خود می‌گیرد.
بر خلاف بسیاری از نسخه‌های فیلم، موجود در این رمان از لحاظ گفتاری بسیار توانا است و تقریباً بلافاصله پس از خلقت، خودش لباس می‌پوشد و در مدت ۱۱ ماه، می‌تواند آلمانی و فرانسوی صحبت کند و بخواند و در پایان رمان، موجود قادر به صحبت روان انگلیسی نیز می‌باشد. تفسیرهای ون هلسینگ و داستان عامه پسند از این شخصیت، خصوصیات مشابهی با هیولای اصل رمان دارند.
در اقتباس فیلم سال ۱۹۳۱، این هیولا بی صدا به تصویر کشیده شده‌است و به این دلیل است به‌طور اتفاقی مغز «غیرطبیعی» یک جنایتکار در او کاشته شده‌است. در دنباله بعدی، عروس فرانکنشتاین، هیولا یادمی‌گیرد با جملات کوتاه صحبت کند و در دنباله دوم، پسر فرانکنشتاین، موجود دوباره به صورت ذره‌ای رونمایی می‌شود و به دنبال پیوند مغز در دنباله سوم، روح فرانکنشتاین، این هیولا با صدا و شخصیت اهدا کننده مغز صحبت می‌کند.

## هیولا به عنوان استعاره

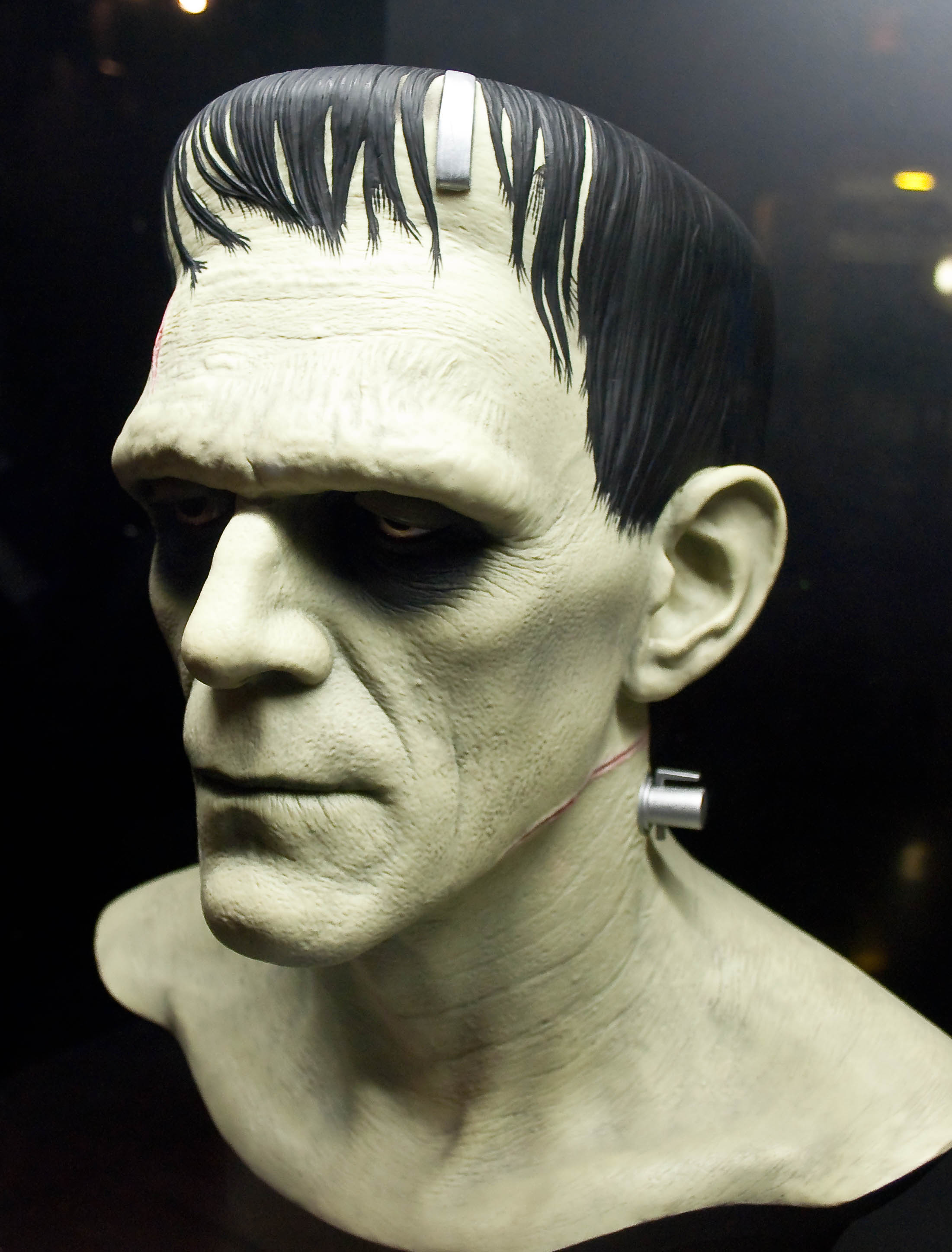
نیم تنه هیولای فرانکنشتاین در موزه ملی سینما تورین ایتالیا

دانشمندان و مفسران در داستان شلی به دنبال معنای عمیق‌تری هستند و این هیولا را با یک کودک بی مادری مقایسه می‌کنند. مادر شلی نیز هنگام زایمان درگذشت.
برخی دیگر نتایج غم‌انگیز پیشرفت علمی کنترل نشده را در این هیولا می‌بینند، به ویژه این مسئله که در زمان انتشار رمان، گالوانیسم بسیاری از دانشمندان را قانع کرده بود که بالا بردن مردگان از طریق جریان‌های الکتریکی یک امکان علمی است.

## حضور در رسانه‌ها
- توماس کوک (۱۸۲۳ سرنوشت فرانکنشتاین)
- چارلز استانتون اوگل (۱۹۱۰ فرانکنشتاین)
- پرسی استندینگ (۱۹۱۵ زندگی بدون روح)
- آمبرتو گوراسینو (۱۹۲۰ هیولای فرانکنشتاین)
- بوریس کارلوف (۱۹۳۱ فرانکنشتاین) (۱۹۳۵ عروس فرانکنشتاین) (۱۹۳۹ پسر فرانکنشتاین) (۱۹۶۲ مسیر ۶۶)
- دیل ون سیکل (۱۹۴۱ هلزاپوپین)
- لان چینی جونیور (۱۹۴۲ روح فرانکنشتاین) (۱۹۵۲ قصه‌های فردا)
- بلا لاگوسی (۱۹۴۳ فرانکنشتاین با مرد گرگی آشنا می‌شود)
- گلن استرینج (۱۹۴۴خانه فرانکنشتاین) (۱۹۴۵ خانه دراکولا) (۱۹۴۸ ابوت و کاستلو با فرانکنشتاین ملاقات می‌کنند)
- گری کانوی (۱۹۵۷ من یک فرانکنشتاین جوان بودم) (۱۹۵۸ چونه یک هیولا بسازیم)
- کریستوفر لی (۱۹۵۷ نفرین فرانکنشتاین)
- مایکل گوین (۱۹۵۸ انتقام فرانکنشتاین)
- مایک لین (۱۹۵۸ فرانکنشتاین ۱۹۷۰)
- هری ویلسون (۱۹۵۸ دختر فرانکنشتاین)
- دان مگاون (۱۹۵۸ داستان‌های فرانکنشتاین (قسمت آزمایشی))
- دنی دایتون (۱۹۶۳ مک و مایر روی آتش (یک اپیزود))
- کیوی کینزتون (۱۹۶۴ شیطان فرانکنشتاین)
- فرد گوین (۱۹۶۴ هیولاها)
- کوجی فروتا (۱۹۶۵ فرانکنشتاین جهان را فتح می‌کند)
- الن سوئیفت (۱۹۶۷ جشن هیولای عصبانی)
- سوزان دنبرگ (۱۹۶۷ فرانکنشتاین یک زن می‌سازد)
- دیوید پراوز (۱۹۶۷ کازینو رویال) (۱۹۷۰ ترس از فرانکنشتاین) (۱۹۷۴ فرانکنشتاین هیولایی از جهنم)
- رابرت رودان (۱۹۶۷ سایه‌های تاریک)
- فردی جونز (۱۹۶۹ فرانکنشتاین باید نابود گردد)
- هاوارد موریس (۱۹۷۰ گووی گولیز)
- جان بلوم (۱۹۷۱ دراکولا در برابر فرانکنشتاین)
- الن سوئیفت (۱۹۷۲ هیولای عصبانی عصبانی عصبانی)
- جوزه ویلاسنت (۱۹۷۳ روح کندوی عسل)
- بو اسونسون (۱۹۷۳ جهان گسترده‌ای از رمز و راز "فرانکنشتاین ")
- میشل سارازین (۱۹۷۳ فرانکنشتاین داستان واقعی)
- سرژان زلنوویچ (۱۹۷۴ فرانکنشتاین اندی وارهول)
- پیتر بویل (۱۹۷۴ فرانکنشتاین جوان)
- پر اسکارشون (۱۹۷۶ قتل فرانکنشتاین)
- پیتر کالن (۱۹۸۴ تغییرشکل دهندگان)
- دیوید وارنر (۱۹۸۴ فرانکنشتاین)
- کلنسی براون (۱۹۸۵ عروس)
- تام نونان (۱۹۸۷ جوخه هیولا)
- پائول نسچی (۱۹۸۷ زوزه شیطان)
- کریس ساراندون (۱۹۸۷ فرانکنشتاین)
- فیل هارتمن (۱۹۸۷–۱۹۹۶ پخش زنده شنبه شب)
- زل کلسر (۱۹۸۸ اسکوبی دوو و مدرسه غول)
- جیم کامینگز (۱۹۸۸ اسکوبی دوو و گرگ اکراه)
- کریگ آرمسترانگ (۱۹۸۹ برادران سوپر ماریو، نمایش بزرگ!)
- نیک بریمل (۱۹۹۰ فرانکنشتاین نامحدود)
- رندی کواید (۱۹۹۲ فرانکنشتاین)
- رابرت دنیرو (۱۹۹۴ فرانکنشتین مری شلی)
- درون مک بی (۱۹۹۵ هیولا مش: فیلم)
- پیتر کروامبی (۱۹۹۷ خانه فرانکنشتاین)
- توماس ولینگتون (۱۹۹۷ خزشها)
- فرانک ولکر (۱۹۹۹ آلوین و سنجاب‌ها با فرانکنشتاین دیدار می‌کنند)
- شولر هنسلی (۲۰۰۴ ون هلسینگ) (۲۰۰۷ فرانکنشتاین جوان)
- لوک گاس (۲۰۰۴ مینی سریال فرانکنشتاین)
- وینسنت پرز (۲۰۰۴ فرانکنشتاین)
- جوئل هبنر (۲۰۰۵ فرانکنشتاین تولدی دوباره)
- جولیان بلاچ (۲۰۰۷ فرانکنشتاین)
- اسکات ادسیت (۲۰۱۰ فرانکنهول مری شلی)
- بندیکت کامبربچ (۲۰۱۱ فرانکنشتاین تئاتر)
- جانی لی میلر (۲۰۱۱ فرانکنشتاین تئاتر)
- تیم کروگر (۲۰۱۱ فرانکنشتاین: روز جانور)
- کوین جیمز (۲۰۱۲ هتل ترانسیلوانیا) (۲۰۱۵ هتل ترانسیلوانیا ۲) (۲۰۱۸ هتل ترانسیلوانیا ۳)(هتل ترانسیلوانیا ۴)
- دیوید گست (۲۰۱۲ یک کابوس در خیابان لیم)
- مارک هامیل (۲۰۱۲ عمو پدربزرگ)
- راجر موریسی (۲۰۱۳ نظریه فرانکنشتاین)
- چاد مایکل کالینز (۲۰۱۳ روزی روزگاری)
- آرون اکهارت (۲۰۱۴ من، فرانکنشتاین)
- روری کینیار (۲۰۱۴ داستان عامه پسند)
- دی بردلی بیکر (۲۰۱۴ باشگاه وینکس به در "Crush Monstrous")
- مایکل گلادیس (۲۰۱۵ کتابداران در "و کارکنان شکسته")
- اسپنسر وایلدینگ (۲۰۱۵ ویکتور فرانکنشتاین)
- خاویر ساموئل (۲۰۱۵ فرانکنشتاین)
- کوین مایکل ریچاردسون (۲۰۱۵ ریک و مورتی)
- جان دی‌سنتیس (۲۰۱۷ فرار از کتابخانه آقای لمونسلو)
- گرنت مونینگر (۲۰۱۷ لاک پشت‌های نینجای نوجوان جهش یافته)
- اسکایلر آستین (۲۰۱۹ خون‌آشامی‌ها)